# 杜氏 (清酒釀造管理者)
杜氏（tōji）是指進行日本酒釀造工程的職人及其集團或統率者。

## 組織和職務
酒廠的規模小的話，以下的職位可能不會全部具備，相對會較多身兼多職的狀況。以第二次世界大戰前的標準來看，使用米1,000石規模的釀酒廠，所需要的杜氏集團人員大約為10名。另外，大致的報酬比例，如果以杜氏為100，則「頭（kashira）」為50-60，「上人」為10，「下人」為6左右。這也是可顯現其中肩負的責任。
杜氏（tōji）
深受釀酒廠信任，組織、結成、統率杜氏集團的釀酒最高負責人。 也有「桶算（okezan）」這樣的稱呼方式，負責與釀酒相關的各種預算和收支的管理、醪的做成、釀造、安全的管理、酒廠的管理等所有工作。 在酒廠內傳統上被尊稱為「親方（oyakata）」即師傅的意思，在現代則有部長等各種稱呼。
藏元（Kuramoto）
酒廠的所有者和經營者，從事資金和設備的採購和管理、成品酒的銷售、營業等對外的工作。 如果以一個棒球隊來比喻，就是球隊的老闆。 現今與杜氏兼任的情況越來越多，酒廠的所有業務都由一個人進行的小規模酒廠稱為「一人藏（hitorigura）」。
三役（sanyaku）
在杜氏之下的中階管理人，依部門分管工程，為直接指導、帶領藏人工作的負責人。所謂三役通常是指「頭（kashira）」、「麴屋（kōjiya）」、「酛屋（motoya）」這三個職位。但是，根據流派和酒廠的不同，有些情況是「杜氏」、「頭」、「麹屋」被稱為三役，或者三役會被稱作三番（sanban）。
不過最近杜氏集團的形式也逐漸在發生變化，傳統三役組成的酒廠逐漸減少，如只有「杜氏」和「藏人」的組成，或者「杜氏」加上年輕員工的集團，或者「藏元」兼任「杜氏」釀酒的酒廠逐漸增加。此外，也有酒廠是隨著時代的變化，有彈性地去調整、增減這些職務的人數。

三役中的各角色分工如下。
- 頭（kashira）

為杜氏的最重要助手，也通常是藏人的管理者。傳達杜氏的指令，協調和指揮藏人們。就棒球而言，可以說是總教練。通常在管轄醪的做成、打水的工作。在現代多被稱為副杜氏、次長等。
- 麴屋（kōjiya）

指揮部下的藏人負責造麴。進行用蒸米製成麴的作業，包含麴室的一切工作。用棒球來說相當於是投手教練。也有些地方會稱作「麴師」、「大師」。
- 酛屋（motoya）

指揮部下藏人製作酛，並與「頭（kashira）」一起擔當製作醪的流程。用棒球來說就是打擊教練。也有些地方會有「酛迴り（motomawari）」、「酛迴し（motomawashi）」、「酛師（motoshi）」的稱呼方式。
釜屋（kamaya）
負責管理蒸米的工作。甑（kosikki）蒸米、燒釜、洗米、量米、打水等。蒸米是一個非常重要的環節，會大大影響後面的製作醪的品質，普遍來說釀酒的最重要關鍵步驟會是「一麹、二酛、三造り」，但有些釀酒人會很斬釘截鐵地說「一に蒸し、二に蒸し、三に蒸し」，意即再也沒有比蒸米這個步驟更重要的了。因此釜屋雖然沒有被列入三役當中，卻也是一個身負重任的職位，故也會分配了名為相釜的助手來協助他。
船頭（sendō）
負責上槽（即壓榨）工作。壓榨時主要道具叫做「槽」，其讀音（fune）與「船」相同，因此該工作的組長就被稱為「船頭」。因地方不同也會有其他的稱呼方式。
相麴（aikouji）
擔任麴屋的助手。
相釜（aigama）
擔任釜屋的助手。也稱為「追廻し（oimawashi）」。
炭屋（sumiya）
負責「濾過（roka）」流程，即中文的過濾，此處並非以濾網物理性的過濾固形雜質，而是以活性炭去吸附有機物等雜質，其目的是為了脫色（使清酒呈現透明）以及更不容易腐壞，以延長保存。過去非常盛行使用活性炭進行濾過，所以需要專業人員用少量的木炭進行高效率的濾過。但是，近年來在評鑑會上，有色的酒已不再是扣分的對象，且因為冷藏技術的進步，清酒的腐壞問題已大大的改善，濾過的意義已經從根本上改變了，所以這個流程有逐漸減少的趨勢。
泡守（awamori）
負責看守氣泡。在過去，釀酒過程中會因發酵而產生氣泡，有時甚至酒會從酒桶裡溢出而造成浪費，所以需要有人通宵守候。但是自從無泡酵母被開發出來之後，就不再需要擔心這種問題，故近年來也幾乎完全看不到了這個職務了。也被稱作泡番（awaban）。
道具廻し（dōgumawashi）
負責各種釀酒用具的管理、清洗工具、打水、搬運水等。
藏人（kurōdo/kurabito）
原本正確的念法為「kurōdo」，現已逐漸慣用「kurabito」，指在杜氏底下工作的所有酒廠工人。在各部門負責人手下，依照實際工作內容又細分為上人、中人、下人。以往，無論私下關係好壞，上下級關係都非常嚴格，近年來已經逐漸變鬆不如從前那麼嚴謹。
- 上人（Jōbito）

主要負責清洗水桶、打水、準備釀酒工具等。
- 中人（chūbito）

主要負責打水、洗米、搬運蒸米、清洗道具等。
- 下人（shitabito）

主要負責清洗東西、洗米、打水、泡守等。被譽為人間國寶級的有名杜氏，也大都是從下人的工作開始做起。
飯焚（kashiki / mamataki / meshitaki）
通常由最年輕的學徒擔任。打掃環境清潔，打理大家的飲食相關事務，巡視酒桶，協助麴屋工作等。
根據越後杜氏「高浜春男」的介紹，釀酒師負責工作的順序（即晉升杜氏的順序）如下：打掃→洗米→釜屋→船頭→酛屋→麴屋→頭→杜氏，並且不會有降格或往前倒退的可能性。如果發生了相當於降格的情況，那麼唯一的選擇就是退休。 

## 外部連結
- . kotobank （日语）.
- . kotobank （日语）.

1. ↑  高浜春男.  初版. 祥伝社. 2003-02-25. ISBN 4-396-61179-X. 缺少或|title=为空 (帮助)